# Ашот Анастасян
Ашот Анастасян (на арменски: Աշոտ Անաստասյան) е арменски шахматист, гросмайстор от 1993 г. Шампион е на Армения през 1985, 1986, 1987, 1988, 1992, 1994 и 2005 г.
Участва на европейското индивидуално първенство в Пловдив през 2008 г., постигайки шест точки от единайдесет партии. Същият резултат има сънародника му Тигран Л. Петросян.

## Турнирни резултати
- 1992 – Воскресенск (2-ро място), Москва (2-ро място на „Мемориал Александър Алехин“, след Сергей Тивяков)
- 1999 – Будапеща (1-во място)
- 2004 – Дубай (2 – 4-то място, със Сергей Волков и Габриел Саргисян), Ереван (3 – 6-о място на „Мемориал Тигран Петросян“)
- 2005 – Абу Даби (1-во място)
- 2006 – Абу Даби (1 – 2-во място, с Вугар Гашимов)
- 2007 – Абу Даби (1 – 2-ро място, с Басем Амин)

## Участия на шахматни олимпиади
Участва на шест шахматни олимпиади. Изиграва 48 партии, постигайки 23 победи и 9 ремита. Средната му успеваемост е 57,3 процента. Носител е на два отборни – бронз (1992 и 2002) и златен индивидуален медал (2000). На олимпиадата в Истанбул побеждава Антоанета Стефанова с черните фигури.
| Година | Организатор | Отбор   | Класиране (отборно) | Дъска         |
| 1992   | Манила      | Армения | 3                   | Втора резерва |
| 1994   | Москва      | Армения | 13                  | Четвърта      |
| 1996   | Ереван      | Армения | 5                   | Първа резерва |
| 1998   | Елиста      | Армения | 16                  | Втора резерва |
| 2000   | Истанбул    | Армения | 17                  | Четвърта      |
| 2002   | Блед        | Армения | 3                   | Втора резерва |